# 滇王之印
滇王之印，或称西汉“滇王之印”金印，是1956年12月云南省博物馆从云南省昆明市晋宁区上蒜镇石寨村石寨山发掘的西汉时期古滇国王印，现藏于中国国家博物馆。汉武帝时期征服古滇国后，滇王降汉，汉武帝在该地设益州郡，封滇国国王为滇王，并赐滇王之印。该印为纯金铸造，重89.5克，印面为方形，边长2.3厘米，高1.8厘米。上有蛇纽，蛇昂首，蛇身盘血，背有鳞纹。

## 真偽
1956年，这枚形如盤蛇印紐的金印「滇王之印」於中國雲南石寨山西漢古墓群的6號墓滇王墓出土，經考證是漢武帝劉徹于元封二年（前109年）滇王嘗羌臣服漢室后賜予的印綬。并且印证了，东汉光武帝赠与日本的汉倭奴国王印，尺寸及印紐均符合漢制。
1981年2月21日，中國揚州地區邗江縣甘泉二號漢墓出土另一顆漢代金印「廣陵王璽」。這枚印章也是純金鑄成，印體方形，龜紐，陰刻篆體字，規格、形制、篆刻技法與漢倭奴國王印如出一轍，據專家考證很可能出自同一匠人之手。考古人員參照附近漢墓中刻於其它銅器上的年號推定，這枚金印就是東漢明帝劉莊于永平元年（58年）封劉荊為廣陵王時賜予他的，與授日本金印的時間（中元二年）僅隔一年，從而確定了「漢委奴國王」金印確為後漢光武帝所頒賜。